# Мужская сборная ветеранов Бельгии по кёрлингу
Мужская сборная ветеранов Бельгии по кёрлингу — национальная мужская сборная команда, составленная из игроков возраста 50 лет и старше. Представляет Бельгию на международных соревнованиях по кёрлингу. Управляющей организацией выступает Ассоциация кёрлинга Бельгии (нем. Belgisch Curling Bond, фр. Association Belge de Curling, англ. Belgium Curling Association).

## Результаты выступлений

### Чемпионаты мира
| Год     | Место                                           | И                                               | В                                               | П                                               | Состав (скипы выделены шрифтом)                 | Состав (скипы выделены шрифтом)                 | Состав (скипы выделены шрифтом)                 | Состав (скипы выделены шрифтом)                 | Состав (скипы выделены шрифтом)                 | Состав (скипы выделены шрифтом)                 |                                                 |
| Год     | Место                                           | И                                               | В                                               | П                                               | четвёртый                                       | третий                                          | второй                                          | первый                                          | запасной                                        | тренер                                          |                                                 |
| ------- | ----------------------------------------------- | ----------------------------------------------- | ----------------------------------------------- | ----------------------------------------------- | ----------------------------------------------- | ----------------------------------------------- | ----------------------------------------------- | ----------------------------------------------- | ----------------------------------------------- | ----------------------------------------------- | ----------------------------------------------- |
| 2002—15 | не участвовали                                  | не участвовали                                  | не участвовали                                  | не участвовали                                  | не участвовали                                  | не участвовали                                  | не участвовали                                  | не участвовали                                  | не участвовали                                  | не участвовали                                  | не участвовали                                  |
| 2016    | 26                                              | 8                                               | 0                                               | 8                                               | Stef Van Heddegem                               | Frederick Fitzpatrick                           | Jan Michiels                                    | Jan De Swert                                    |                                                 |                                                 |                                                 |
| 2017    | 16                                              | 7                                               | 1                                               | 6                                               | John Robillard                                  | Wayne Fitzpatrick                               | Peter Suter                                     | Gery Hermans                                    |                                                 |                                                 |                                                 |
| 2018    | 26                                              | 6                                               | 0                                               | 6                                               | Walter Verbueken                                | Jan De Swert                                    | Jan Michiels                                    | Stef Van Heddegem                               | Gery Hermans                                    |                                                 |                                                 |
| 2019    | 18                                              | 5                                               | 1                                               | 4                                               | John Robillard                                  | Peter Suter                                     | Gery Hermans                                    | Wayne Fitzpatrick                               | Дирк Хейлен                                     | Helga Robillard                                 |                                                 |
| 2020—21 | чемпионат не проводился из-за пандемии COVID-19 | чемпионат не проводился из-за пандемии COVID-19 | чемпионат не проводился из-за пандемии COVID-19 | чемпионат не проводился из-за пандемии COVID-19 | чемпионат не проводился из-за пандемии COVID-19 | чемпионат не проводился из-за пандемии COVID-19 | чемпионат не проводился из-за пандемии COVID-19 | чемпионат не проводился из-за пандемии COVID-19 | чемпионат не проводился из-за пандемии COVID-19 | чемпионат не проводился из-за пандемии COVID-19 | чемпионат не проводился из-за пандемии COVID-19 |
| 2022    | 9                                               | 6                                               | 4                                               | 2                                               | John Robillard                                  | Gery Hermans                                    | Peter Suter                                     | Stephane Vandermeeren                           |                                                 | Stephane Vandermeeren                           |                                                 |
| 2023    | 12                                              | 7                                               | 4                                               | 3                                               | Stefan van Dijck                                | Walter Verbueken                                | Bart Palmans                                    | Jan De Swert                                    |                                                 |                                                 |                                                 |
| 2024    | 11                                              | 5                                               | 3                                               | 2                                               | Stefan van Dijck                                | Walter Verbueken                                | Bart Palmans                                    | Jan De Swert                                    | Jan Michels                                     |                                                 |                                                 |
| 2025    | 31                                              | 6                                               | 1                                               | 5                                               | Stefan van Dijck                                | Walter Verbueken                                | Bart Palmans                                    | Jan De Swert                                    |                                                 |                                                 |                                                 |

(данные с сайта результатов и статистики ВФК:)